# Щ-209
| Щ-209                              | Щ-209                                                | Щ-209                                                |
| ---------------------------------- | ---------------------------------------------------- | ---------------------------------------------------- |
|                                    |                                                      |                                                      |
|                                    |                                                      |                                                      |
| Схема підводного човна типу «Щука» |                                                      |                                                      |
| Під прапором                       | Військово-морський флот СРСР                         | Військово-морський флот СРСР                         |
| Порт приписки                      | Севастополь                                          | Севастополь                                          |
| Спуск на воду                      | 2 березня 1936 року                                  | 2 березня 1936 року                                  |
| Виведений зі складу флоту          | 11 жовтня 1933 року                                  | 11 жовтня 1933 року                                  |
| Сучасний статус                    | 7 лютого 1956 року списаний на брухт                 | 7 лютого 1956 року списаний на брухт                 |
| Проєкт                             |                                                      |                                                      |
| Тип ПЧ                             | Торпедний ДПЧ                                        | Торпедний ДПЧ                                        |
| Розробник проєкту                  | ССЗ № 200, Миколаїв                                  | ССЗ № 200, Миколаїв                                  |
| Основні характеристики             |                                                      |                                                      |
| Швидкість (надводна)               | 14 вузлів (24 км/год)                                | 14 вузлів (24 км/год)                                |
| Швидкість (підводна)               | 8,1 вузол (15 км/год)                                | 8,1 вузол (15 км/год)                                |
| Робоча глибина занурення           | 75 м                                                 | 75 м                                                 |
| Гранична глибина занурення         | 90 м                                                 | 90 м                                                 |
| Автономність плавання              | 20 діб                                               | 20 діб                                               |
| Екіпаж                             | 37                                                   | 37                                                   |
| Розміри                            |                                                      |                                                      |
| Довжина найбільша (по КВЛ)         | 58,8 м                                               | 58,8 м                                               |
| Ширина корпусу найб.               | 6,2 м                                                | 6,2 м                                                |
| Середня осадка (по КВЛ)            | 4,0 м                                                | 4,0 м                                                |
| Водотоннажність надводна           | 584 т                                                | 584 т                                                |
| Озброєння                          |                                                      |                                                      |
| Торпедно- мінне озброєння          | 4 носових та 2 кормові ТА калібру 533-мм (10 торпед) | 4 носових та 2 кормові ТА калібру 533-мм (10 торпед) |
| ППО                                | 2 × 45-мм напівавтоматичні гармати 21-К              | 2 × 45-мм напівавтоматичні гармати 21-К              |

Щ-209 — радянський дизель-електричний підводний човен серії X, типу «Щука», що входив до складу Військово-морського флоту СРСР за часів Другої світової війни. Закладений 25 травня 1934 року на верфі ССЗ № 200 у Миколаєві під будівельним номером 1033. 2 березня 1936 року спущений на воду. 3 жовтня 1936 року введений до складу сил флоту, 9 березня 1937 року включений до складу Чорноморського флоту.
Щ-209 протягом Другої світової війни входив до складу підводних сил Чорноморського флоту ВМФ СРСР, за час воєнних дій здійснив 18 бойових походів. Провівши 12 торпедних атак та одну артилерійську, потопив 1 корабель та 2 шхуни, ще 2 шхуни були залишені екіпажами.
6 березня 1945 року Щ-209 як один з найбільш активних підводних човнів Чорноморського флоту нагороджений орденом Червоного Прапора.